# Simulium arpiensis
Simulium arpiensis är en tvåvingeart som beskrevs av Terteryan och Kachvoryan 1982. Simulium arpiensis ingår i släktet Simulium och familjen knott.
Artens utbredningsområde är Armenien. Inga underarter finns listade i Catalogue of Life.